# Wąsosz (stad)
Wąsosz (Duits: Herrnstadt) is een stad in het Poolse woiwodschap Neder-Silezië, gelegen in de powiat Górowski. De oppervlakte bedraagt 3,33 km², het inwonertal 2814 (2005).